# Usos del temps
Els usos del temps és un concepte que fa referència a la distribució del temps en la vida quotidiana, tenint en compte les necessitats personals en les diferents etapes de la vida i analitza com  les desigualtats socials, econòmiques i de gènere afecten la manera en què les persones experimenten i utilitzen el temps.

## Concepte
Els usos dels temps aborda la qüestió de la pobresa de temps i la manca de temps propi en la nostra societat, tot destacant la necessitat de reduir les desigualtats derivades d’una distribució injusta del temps i analitza com aquest desequilibri afecta especialment les dones i les persones en situació de vulnerabilitat i se centra a transformar la pobresa de temps en el dret al temps per a la vida mitjançant intervencions i polítiques públiques que ajudin a  transformar la societat del segle XXI per fer-la més igualitària, més eficient, més sostenible i més saludable.

### Classificació
Aquests usos del temps es categoritzen de manera teòrica per  diferenciar-los i analitzar-los, malgrat que en la vida quotidiana els diferents usos del temps estan interrelacionats i poden passar de manera simultània:
- Temps de cures: temps dedicat a la realització de les activitats necessàries per al sosteniment de la vida, tant la pròpia  (menjar, dormir, etc.) com la de les persones a càrrec infants, persones dependents, etc. i temps de treball domèstic que és el dedicat al desenvolupament de les tasques dirigides al manteniment de la llar (gestió administrativa, compra, neteja, etc.).
- Temps de desplaçaments: temps dedicat a la mobilització amb transport per dur a terme les diferents activitats diàries, siguin rutinàries o no.
- Temps laboral: temps dedicat al desenvolupament d’una activitat remunerada entesa des del treball productiu.
- Temps personal: temps d'oci, dedicat al desenvolupament d’activitats d’interès personal o hobbies, que es poden realitzar individualment (llegir, fer esport, etc.) o col·lectivament (temps amb família, trobades amb amics, activitats culturals, etc.) que la persona fa per elecció pròpia i que pot decidir deixar de fer en qualsevol moment, i temps d’estudi, participació social, etc. que és el temps dedicat a activitats educatives i formatives,  a la mobilització col·lectiva i ciutadana, per exemple.[4]

## Debat internacional
Aquesta qüestió dels usos del temps ha estat un tema de debat i interès internacional, especialment a la Setmana dels Horaris i el Temps,  que des del 2020 busca promoure bones pràctiques en la gestió del temps i aborda temes com les desigualtats en l’ús del temps, el seu impacte sobre el gènere, la salut i la productivitat, i busca trobar solucions per garantir el dret al temps com a part dels drets fonamentals de la ciutadania. L’esdeveniment reuneix experts, institucions públiques, organitzacions socials i ciutadania de tot el món per compartir coneixements, debatre i presentar iniciatives sobre com gestionar millor el temps a les societats modernes. Inclou debats, tallers i presentacions d’estudis sobre els usos del temps, i fomenta la col·laboració entre diferents organitzacions de Catalunya per organitzar activitats durant la setmana.

### Declaració de Barcelona
La Declaració de Barcelona ha jugat un paper important en la promoció d’estratègies per gestionar millor els usos del temps i ha ajudat a consolidar la idea del temps com un dret fonamental, buscant un millor equilibri en la gestió del temps i una distribució més justa i sostenible en diferents àmbits de la vida quotidiana i destaca com a temes principals:
- Dret al temps: el dret al temps ha de ser reconegut de manera universal i distribuït de manera equitativa a través de polítiques de temps que ajudin a millorar la salut, el benestar i la productivitat, mentre contribueixen als esforços de sostenibilitat, com la promoció de la mobilitat sostenible a través del concepte de ciutats de 15 minuts.

- Salut i benestar: l'organització del temps afecta la salut de les persones, especialment a través dels ritmes circadiaris. Les alteracions d'aquests ritmes naturals s'han associat a diversos problemes de salut, com malalties cardiovasculars, diabetis i problemes de salut mental.

- Desigualtat de gènere: l'impacte desproporcionat de la pobresa de temps sobre les dones les quals solen tenir menys temps per a elles mateixes a causa de les responsabilitats de cura i les tasques domèstiques, que agreuja encara més la bretxa de gènere en l'ús del temps.

- Impactes econòmics i socials: les polítiques de gestió del temps han de dissenyar models laborals, educatius i de serveis públics que ajudin a millorar la productivitat i a afrontar els reptes que presenta la digitalització i l'automatització del treball.

A la vegada, el Pla de Treball 2022-2023 establert en la Declaració de Barcelona ha jugat un paper important en la promoció d’estratègies per gestionar millor els usos del temps i ha ajudat a consolidar la idea del temps com un dret fonamental, buscant un millor equilibri en la gestió del temps i una distribució més justa i sostenible en diferents àmbits de la vida quotidiana. Aquest pla se centra en la creació de polítiques urbanes i europees que busquen una millor distribució del temps en l'àmbit global i local. Algunes de les iniciatives destacades inclouen la creació d’un llibre blanc per guiar les polítiques locals i regionals sobre el temps, així com l’expansió de la Xarxa Mundial de Governs Locals i Regionals per les Polítiques del Temps. Barcelona, com a ciutat capital de les Polítiques del Temps entre 2022-2023, ha estat un referent important en aquesta tasca.